# Marek Godlewski
Marek Godlewski (ur. 28 kwietnia 1965 w Słupsku) – polski piłkarz grający na pozycji obrońcy.
Największym sukcesem piłkarskim Godlewskiego było mistrzostwo Polski zdobyte z Zagłębiem Lubin w 1991.

## Reprezentacja Polski
W reprezentacji debiutował 23 sierpnia 1989 w meczu z Związkiem Radzieckim. Łącznie w biało-czerwonych barwach rozegrał 3 spotkania.
| l.p. | Data             | Miejsce | Przeciwnik | Rezultat | Rozgrywki  | Grał   | Uwagi |
| ---- | ---------------- | ------- | ---------- | -------- | ---------- | ------ | ----- |
| 1.   | 23 sierpnia 1989 | Lubin   | ZSRR       | 1-1      | towarzyski | od 80' |       |
| 2.   | 2 lutego 1990    | Teheran | Iran       | 2-0      | towarzyski | od 80' |       |
| 3.   | 4 lutego 1990    | Teheran | Iran       | 1-0      | towarzyski | do 61' |       |